# Generasjon Hip Hop
Generasjon Hip Hop er en EP udgivet ag hiphop-gruppen Pen Jakke i 2001. Pen Jakke blev opløst samme efterår, og dette blev deres sidste udgivelse. 

## Trackliste
1. «Generasjon Hip Hop» med Jørg-1 (fra Tungtvann), Dane (fra Klovner i Kamp), Apollo og Kapabel
2. «Nulltolleranse»
3. «Snakket på byen»
4. «2001: En rim oddysse»

| Hiphop | Spire Denne hiphop-relaterede artikel er en spire som bør udbygges. Du er velkommen til at hjælpe Wikipedia ved at udvide den. |